# Vendetta marziale
Vendetta marziale (Angelfist) è un film statunitense del 1993 diretto da Cirio H. Santiago.

## Trama
A Manila un colonnello americano in visita viene ucciso da un gruppo terroristico, la Brigata Nera. Ad assistere all'omicidio è un'artista marziale che viene subito uccisa. Sua sorella Katata, detective di Los Angeles, si reca a Manila e prende il posto della sorella in un torneo di arti marziali per trovare i responsabili dell'omicidio.